# Adromischus sphenophyllus
Adromischus sphenophyllus är en fetbladsväxtart som beskrevs av C. A. Smith. Adromischus sphenophyllus ingår i släktet Adromischus och familjen fetbladsväxter. Inga underarter finns listade i Catalogue of Life.